# 芬蘭遺產局
芬蘭遺產局（芬蘭語：Museovirasto），前稱國家古蹟委員會（Arkeologinen toimisto），為致力保存芬蘭物質文化遺產的政府機構和文化研究組織，包含蒐集、研究及傳播相關知識，其業務會與博物館及跨部門合作，共同保護考古遺蹟、建築古蹟、具文化歷史價值的環境以及文化財產。遺產局隸屬於教育文化部。

## 外部連結
- 官方网站